# Christina Cox
Christina Cox (Toronto, 31 de julio de 1971) es una actriz de cine y televisión canadiense.

## Carrera
Cox tiene más de 38 apariciones en cine y televisión en su haber. Sus créditos cinematográficos más conocidos incluyen la película canadiense de 1999 Better than chocolate y la película The Chronicles of Riddick. Recibió una nominación al Premio Gemini por su interpretación de Ángela Ramírez en F/X: The Series. El primer papel de Cox como personaje principal en una serie de televisión fue el de Vicki Nelson en Blood Ties, una serie de detectives basada en las novelas de Tanya Huff. Interpretó a la astronauta Jen Crane en la serie de 2009 Defying Gravity.

## Filmografía

### Cine
| Año  | Título                    | Rol                     | Notas |
| ---- | ------------------------- | ----------------------- | ----- |
| 1994 | Spike of Love             | Deb                     |       |
| 1995 | Street Law                | Kelly                   |       |
| 1995 | The Donor                 | Angel                   |       |
| 1996 | No One Could Protect Her  | Elizabeth 'Beth' Jordan |       |
| 1999 | Better than chocolate     | Kim                     |       |
| 2001 | Jane Doe                  | Peter                   |       |
| 2003 | Sometimes a Hero          | Cassandra Diaz          |       |
| 2004 | The Chronicles of Riddick | Eve Logan               |       |
| 2006 | Max Havoc: Ring of Fire   | Suzy Blaine             |       |
| 2007 | Ascension Day             | Margaret Whitehead      |       |
| 2012 | Beauty Mark               | Dianne                  | Corto |
| 2013 | The Contractor            | Elizabeth McKenzie      |       |
| 2013 | Elysium                   | Agente de CCB           |       |
| 2018 | F.R.E.D.I.                | Williams                |       |

### Televisión
| Año        | Título                                    | Rol                                                              | Notas                                                                  |
| ---------- | ----------------------------------------- | ---------------------------------------------------------------- | ---------------------------------------------------------------------- |
| 1992, 1994 | Forever Knight                            | Juana de Arco                                                    | 3 episodios                                                            |
| 1994–1995  | Due South                                 | Caroline Morgan                                                  | Episodios: "Free Willie","Vault"                                       |
| 1995       | Kung Fu: The Legend Continues             | Kyra                                                             | Episodio: "Quake!"                                                     |
| 1995       | Forever Knight                            | Policía en moto                                                  | Episodio: "Close Call"                                                 |
| 1995       | The Hardy Boys                            | Tessa Jones                                                      | Episodio: "The Debt Collectors"                                        |
| 1996       | A Brother's Promise: The Dan Jansen Story | Natalie Grenier                                                  | Telefilme                                                              |
| 1996       | Sins of Silence                           | Voluntaria                                                       | Telefilme                                                              |
| 1996       | Lonesome Dove: The Outlaw Years           | Lucy                                                             | Episodio: "When She Was Good"                                          |
| 1996       | Mistrial                                  | Oficial Ida Cruz                                                 | Telefilme                                                              |
| 1996       | The Newsroom                              | Prostituta en limusina                                           | Episodio: "Abusones"                                                   |
| 1996–1998  | F/X: The Series                           | Angela 'Angie' Ramirez                                           | Papel principal, 38 episodios                                          |
| 1998       | First Wave                                | Jody Nolan                                                       | Episodio: "Joshua"                                                     |
| 1998       | Stargate SG-1                             | T'akaya                                                          | Episodio: "Espíritus"                                                  |
| 1998–1999  | El cuervo, escalera al cielo              | Jessica Capshaw                                                  | Personaje recurrente, 10 episodio                                      |
| 1999–2000  | Earth: Final Conflict                     | Haley Simmons                                                    | Episodios: "Second Chances", "Thicker Than Blood", "Take No Prisoners" |
| 2000       | The Outer Limits                          | Deb Clement                                                      | Episodio: "Skin Deep"                                                  |
| 2000       | Psi Factor: Crónicas de lo paranormal     | Jessica 'Jessie' Wilson                                          | Episodio: "GeoCore"                                                    |
| 2000       | Code Name Phoenix                         | Aurora                                                           | Telefilme                                                              |
| 2000       | Girlfriends                               | Lynn                                                             | Episodio: Pilot (inédito)                                              |
| 2000       | Code Name: Eternity                       | Sasha                                                            | Episodio: "The Shift"                                                  |
| 2001       | Dark Realm                                | Kate                                                             | Episodio: "The House Sitter"                                           |
| 2001       | Jane Doe                                  | Peter                                                            | Telefilme                                                              |
| 2002       | Stargate SG-1                             | Teniente Kershaw                                                 | Episodio: "El centinela"                                               |
| 2003       | Mutant X                                  | Becky Dolan                                                      | Episodio: "The Grift"                                                  |
| 2003       | She Spies                                 | Margo                                                            | Episodio: "Damsels in De-Stress"                                       |
| 2003       | Cold Case                                 | Sherry Stephens (2003)                                           | Episodio: "Sherry querida'"                                            |
| 2004       | Nikki & Nora                              | Nora Delaney                                                     | Piloto de televisión no emitido                                        |
| 2004       | Andrómeda                                 | Aleiss                                                           | Episodio: "Exalted Reason, Resplendent Daughter"                       |
| 2004       | CSI: Miami                                | Jenny Moylan                                                     | Episodio: "Paparazzi"                                                  |
| 2004       | The Chris Isaak Show                      | Pamela                                                           | Episodio: "Braveheart"                                                 |
| 2005       | This Is Wonderland                        | Wendy                                                            | Episodio: 2.11                                                         |
| 2005       | Eyes                                      | Linda Barstow                                                    | Episodio: "Wings"                                                      |
| 2005       | House                                     | Annette Raines                                                   | Episodio: "Love Hurts"                                                 |
| 2005       | Numb3rs                                   | Oficial de CHP Morris                                            | Episodio: "Man Hunt"                                                   |
| 2007       | Bones                                     | Anne Marie Ostenbach                                             | Episodio: "Muerte equina"                                              |
| 2007–2008  | Blood Ties                                | Vicki Nelson                                                     | Personaje principal, 22 episodios                                      |
| 2008       | Making Mr. Right                          | Hallie Galloway                                                  | Telefilme                                                              |
| 2008       | S.I.S.                                    | Roz                                                              | Telefilme                                                              |
| 2008       | Stargate Atlantis                         | Mayor Anne Teldy                                                 | Episodio: "Susurros o cuchicheos"                                      |
| 2009       | Dexter                                    | Oficial Zoey Kruger                                              | Episodio: "Dex toma unas vacaciones"                                   |
| 2009       | Defying Gravity                           | Jen Crane                                                        | Personaje principal, 13 episodios                                      |
| 2010       | 24                                        | Molly O'Connor                                                   | Episodio: "Día 8: 5:00 a. m. – 6:00 a. m."                             |
| 2010       | The Stepson                               | Donna May                                                        | Telefilme                                                              |
| 2010       | El mentalista                             | Delinda LeCure                                                   | Episodio: "Caballos rojos"                                             |
| 2011       | Survivor: Redemption Island               | Ella misma                                                       | Episodio: "Reunion"                                                    |
| 2011       | NCIS                                      | Sargento de Artillería de la Infantería de Marina Georgia Wooten | Episodio: "Freedom"                                                    |
| 2011       | Combat Hospital                           | Comandante Ariel Garamond                                        | Episodio: "Inner Truth", "Reckless"                                    |
| 2012       | Fugitive at 17                            | Detective Cameron Langford                                       | Telefilme                                                              |
| 2012       | Virtual Lies                              | Jamie Chapman                                                    | Telefilme                                                              |
| 2013       | Castle                                    | Maggie Finch                                                     | Episodio: "El Irlandés Errante"                                        |
| 2013       | Eve of Destruction (miniseries)           | Rachel Reed                                                      | Miniserie para televisión                                              |
| 2014       | Crimes of the Mind                        | Carolyn Raeburn                                                  | Telefilme                                                              |
| 2014–2015  | Arrow                                     | Mayor Celia Castle                                               | 3 episodios                                                            |
| 2015       | NCIS: Los Ángeles                         | Agente del FBI Allison Conway                                    | Episodio: "Luchando contra sombras"                                    |
| 2015       | NCIS: New Orleans                         | Detective del NOPD Dinah Clark                                   | Episodio: "Navidad azul"                                               |
| 2016–2018  | Shadowhunters                             | Elaine Lewis                                                     | Personaje recurrente, 11 episodios                                     |
| 2016       | Elementary                                | Christa Pullman                                                  | Episodio: "El arte imita al arte"                                      |
| 2016       | Deadly Dance Mom                          | Jeanette Grayson                                                 | Telefilme                                                              |
| 2017       | iZombie                                   | Katty Kupps                                                      | 4 episodios                                                            |
| 2017       | Deadly Lessons                            | Detective James                                                  | Telefilme                                                              |
| 2018       | Lethal Soccer Mom                         | Rhonda                                                           | Telefilme                                                              |
| 2019       | Mentes criminales                         | Agente Brenda Channing                                           | Episodio: "El flautista de Hamelin"                                    |
| 2019       | Ruby Herring Mysteries: Her Last Breath   | Amanda Kelly                                                     | Telefilme                                                              |
| 2023-2024  | Reacher                                   | Marlo Burns                                                      | 3 episodios                                                            |
| 2024       | The Boarding School Murders               | Jane Ainsworth                                                   | Telefilme                                                              |